# 江子翠站
江子翠站位於台灣新北市板橋區，是台北捷運板南線（板橋線）的捷運車站。過去日治時期曾於今日縣民大道與三民路交叉口，距本站約一公里處設有一同名車站，戰後更名為港嘴車站，現已廢站。

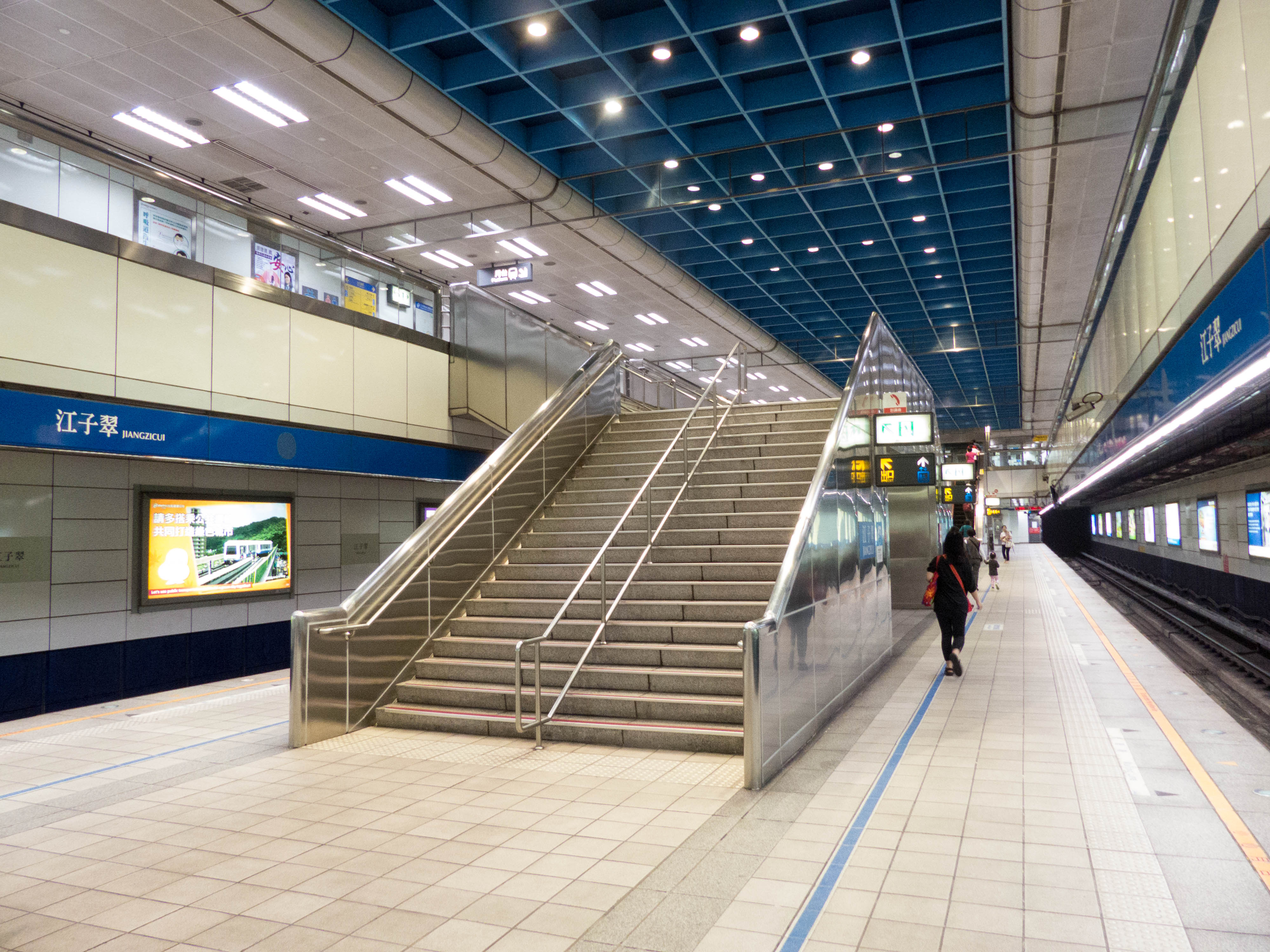
月台

## 車站概述
車站位於板橋區文化路二段與雙十路二段口，車站編號為「BL09」。規劃時期曾暫名為雙十站，其後依車站所在地名「江子翠」取為站名。

## 車站構造
地下二層車站，一個島式月台，六個出入口。本站設有半高式月台門。

### 車站樓層
| 地面      | 出入口             | 出入口                                      |
| 地下 一樓 | 大廳層             | 車站大廳、詢問處、自動售票機、驗票閘門      |
| 地下 一樓 | 大廳層             | 洗手間（站體南側付費區外，近出口1、2）      |
| 地下 二樓 | 一月台             | ← 板南線 往南港展覽館方向（BL10 龍山寺站）  |
| 地下 二樓 | 島式月台，左側開門 |                                             |
| 地下 二樓 | 二月台             | 板南線 往頂埔／亞東醫院方向（BL08 新埔站）→ |

### 車站月台
在板橋線「新埔—府中」段與土城線通車前，由於作為端點站的新埔站兩端並無橫渡線（剪型道岔），依設計向下行方向最近要到亞東醫院站下行端才能調頭，電聯車換軌必須利用江子翠站上行端的橫渡線進行，因此列車於站內的兩個月台均採用單線雙向運行、停靠的模式（兩面月台牆上皆裝有停站列車運行方向顯示器，如同2014年10月前的小南門站，現在已經拆除）；直到後段連同土城線通車後已經恢復原有的列車行進方向設定（1號月台為上行月台；2號月台為下行月台）。

### 車站出口
出口1、2、6位於西側，出口3、4、5位於東側。無障礙電梯位於出口3。此外出口6與聯合開發大樓共構。
| 出入口                          | 圖片 | 位置                               |
| ------------------------------- | ---- | ---------------------------------- |
| 出入口1 · 設有手扶梯            |      | 華江市場                           |
| 出入口2 · 設有手扶梯            |      | 板橋農村公園                       |
| 出入口3 · 設有電梯 · 設有手扶梯 |      | 新北市議會                         |
| 出入口4 · 設有手扶梯            |      | 松柏街                             |
| 出入口5 · 設有手扶梯            |      | 文聖街                             |
| 出入口6 · 設有手扶梯            |      | 江翠國小（本出口設有共構住宅大樓） |
| 註： 設有電梯 \| 設有手扶梯     |      |                                    |

## 歷史
- 2000年8月31日：隨著板橋線龍山寺－新埔段正式通車而啟用[3]（p. 328）。
- 2006年9月26日：「台北縣博物館捷運廣宣計畫」於江子翠站非付費區走道由台北縣長周錫瑋、文化局長等人正式揭幕。
- 2003年：配合台北市政府改採漢語拼音為主要譯名標準的新政策，站名的官方英譯由原本威妥瑪拼音的Chiangtzu Tsui Station改為Jiangzicui Station。[4]
- 2013年10月23日：晚間6點51分，在2號月台往永寧方向，一名31歲的女子在列車進站時突然跳下軌道，立刻被捲入列車底，女子下半身嚴重撕裂傷，但意識仍清醒，馬上被送往亞東醫院，送院後不治。
- 2014年5月21日：板橋線捷運列車發生隨機殺人事件。21歲男子鄭捷在行駛於龍山寺站至江子翠站間的222次（編組117/118，現已更改為175/176）捷運列車上持刀砍人，共造成4名乘客死亡、24人輕重傷。鄭捷行兇後於本站下車企圖逃逸，遭在場民眾與員警圍捕擒拿[5]。
- 2015年4月6日：晚間10點33分一輛往亞東醫院方向的列車在龍山寺站往本站途中，一對情侶在列車上吵架讓同車的乘客紛紛遠離，一名古姓男子發現異狀後拿起滅火器防衛，結果疑似過度緊張誤觸滅火器開關，導致粉末噴灑至整車車廂，造成同車的乘客恐慌後到達本站下車逃離引發推擠。此事件導致全線延誤3分19秒以及2名乘客受輕傷。
- 2016年11月9日：半高式月台門正式啟用。
- 2019年11月20日：本站2號出口為配合增設電扶梯工程於即日起暫時封閉。[6]
- 2020年10月15日：本站重置後的2號出口重新開放。
- 2020年11月11日：本站3號出口為配合增設電扶梯工程於即日起暫時封閉。
- 2021年11月17日：本站重置後的3號出口重新開放。

## 利用狀況

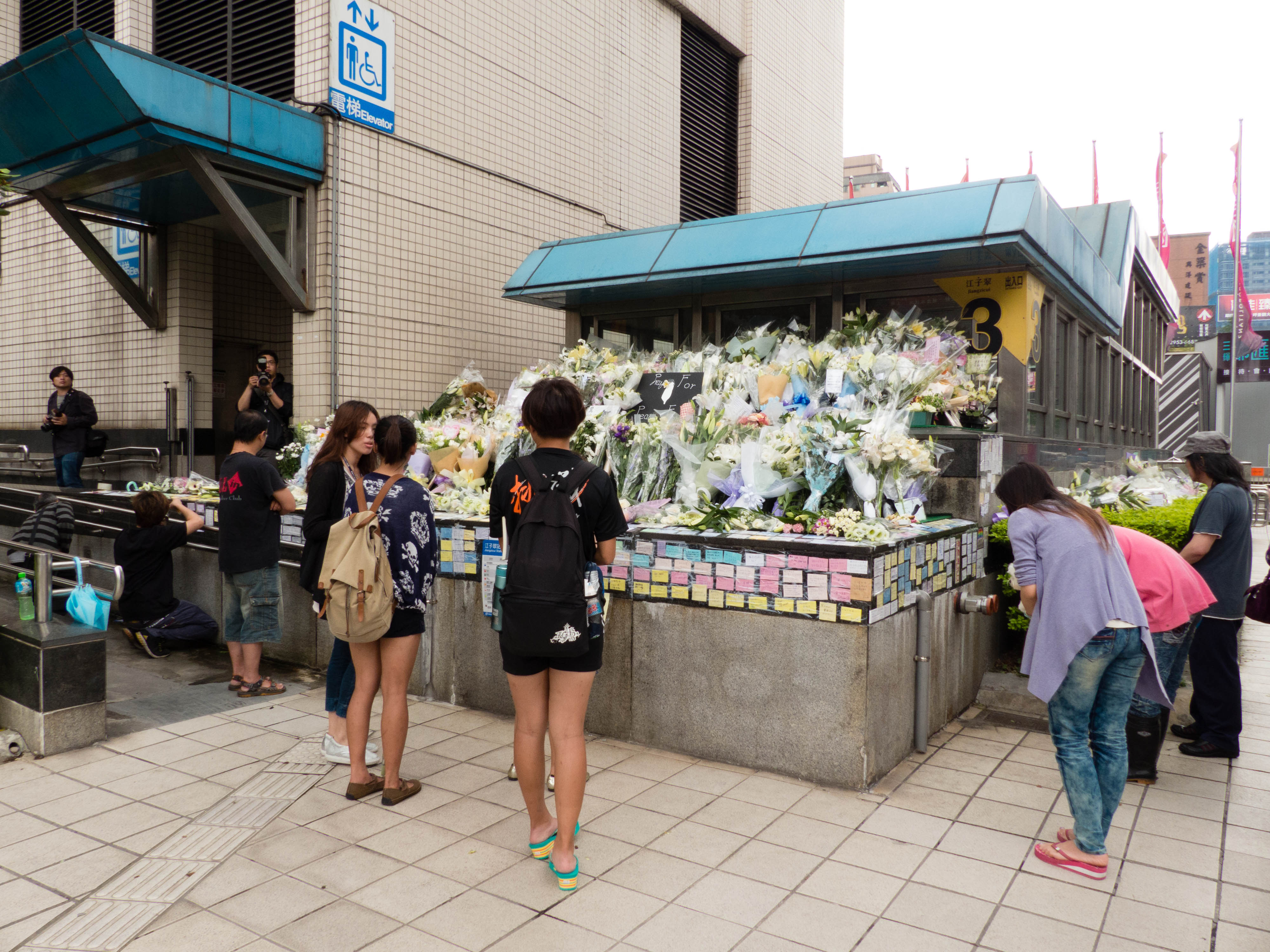
2014年5月，板橋線隨機殺人事件後，民眾於臺北捷運江子翠站三號出口的獻花臺前默禱祈福。

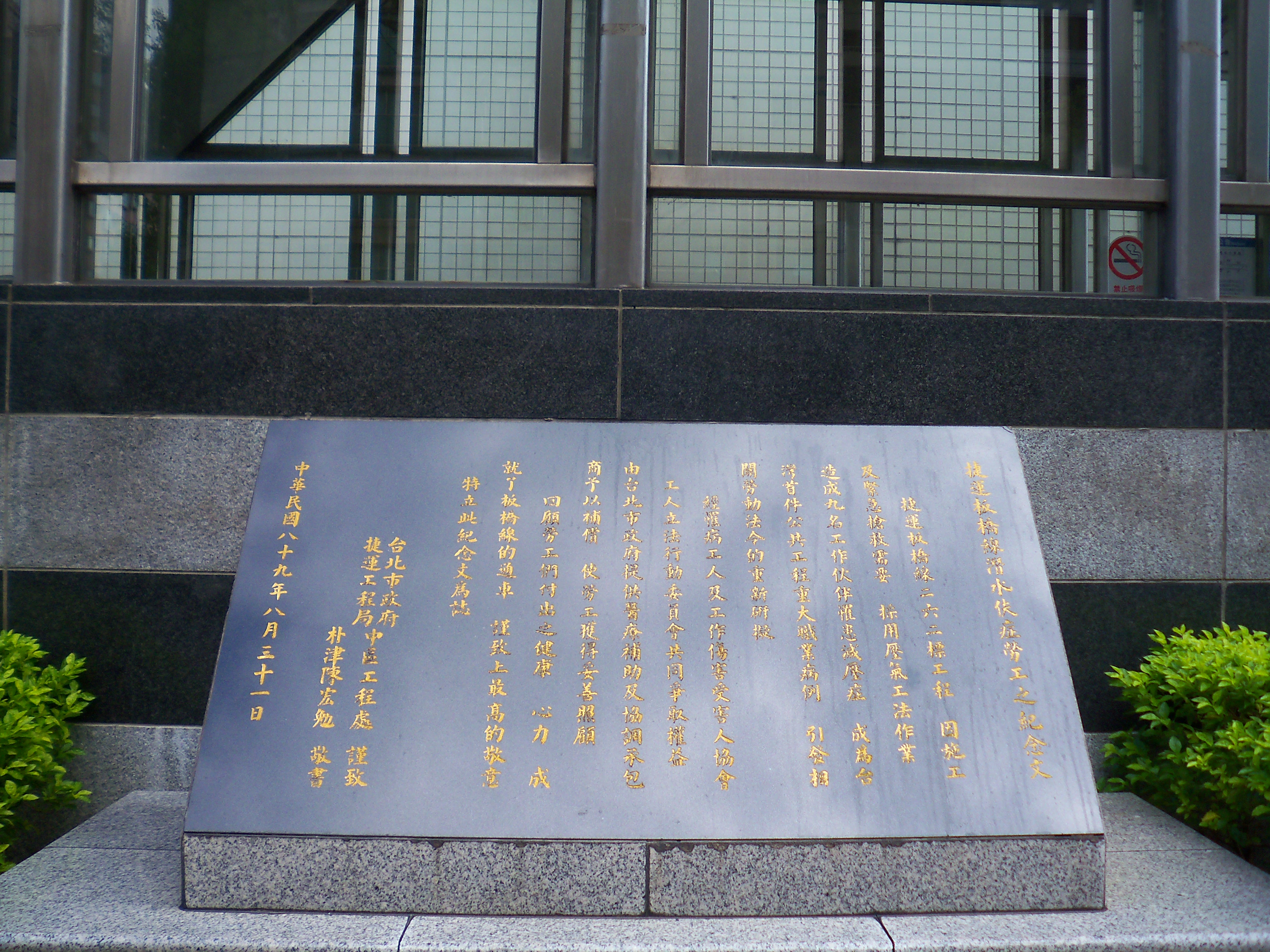
潛水夫症勞工紀念碑

依據2024年12月資料，江子翠站每日旅運量約為57,578人次，在台北108個已營運之捷運站中排行第26名。
車站出口3旁設有「潛水夫症勞工紀念碑」（台電大樓站也立有此類紀念碑），目的是為了紀念由於捷運系統施工不當，而罹患潛水夫症的工人。
另此，江子翠站有6個出入口，與板南線西門站、善導寺站及信義線大安站相同。
| 年   | 年間      | 年間      | 年間       | 年間  | 單日平均 | 單日平均 |
| 年   | 上車      | 下車      | 上下車計   | 來源  | 上車     | 上下車   |
| ---- | --------- | --------- | ---------- | ----- | -------- | -------- |
| 2000 | 1,254,697 | 1,193,411 | 2,448,108  | [ 7 ] | 10,201   | 19,903   |
| 2001 | 3,816,975 | 3,667,499 | 7,484,474  | [ 7 ] | [ 註 2 ] | [ 註 2 ] |
| 2002 | 4,837,082 | 5,192,917 | 10,029,999 | [ 7 ] | 13,252   | 27,479   |
| 2003 | 4,972,487 | 4,800,891 | 9,773,378  | [ 7 ] | 13,623   | 26,776   |
| 2004 | 5,515,691 | 5,497,223 | 11,012,914 | [ 7 ] | 15,070   | 30,090   |
| 2005 | 5,840,680 | 5,788,861 | 11,629,541 | [ 7 ] | 16,002   | 31,862   |
| 2006 | 6,154,034 | 6,082,947 | 12,236,981 | [ 7 ] | 16,860   | 33,526   |
| 2007 | 6,548,846 | 6,469,940 | 13,018,786 | [ 7 ] | 17,942   | 35,668   |
| 2008 | 7,124,764 | 7,065,261 | 14,190,025 | [ 7 ] | 19,467   | 38,771   |
| 2009 | 7,197,438 | 7,130,003 | 14,327,441 | [ 7 ] | 19,719   | 39,253   |
| 2010 | 7,607,126 | 7,556,600 | 15,163,726 | [ 7 ] | 20,841   | 41,544   |
| 2011 | 7,996,056 | 7,973,335 | 15,969,391 | [ 7 ] | 21,907   | 43,752   |
| 2012 | 8,157,526 | 8,134,841 | 16,292,367 | [ 7 ] | 22,288   | 44,515   |
| 2013 | 8,189,816 | 8,189,706 | 16,379,522 | [ 7 ] | 22,438   | 44,875   |
| 2014 | 8,204,848 | 8,232,716 | 16,437,564 | [ 7 ] | 22,479   | 45,034   |
| 2015 | 8,521,906 | 8,597,630 | 17,119,536 | [ 7 ] | 23,348   | 46,903   |
| 2016 | 8,795,505 | 8,907,183 | 17,702,688 | [ 7 ] | 24,031   | 48,368   |
| 2017 | 8,830,999 | 8,989,000 | 17,819,999 | [ 7 ] | 24,195   | 48,822   |
| 2018 | 9,010,655 | 9,227,367 | 18,238,022 | [ 7 ] | 24,687   | 49,967   |

## 車站週邊
- 新北市議會
- 新北市政府警察局海山分局江翠派出所
- 新北市立圖書館板橋江子翠分館（舊總館）
- 新北市立藝文中心（位於本站與新埔站間）
- 江翠國中
- 江翠國小
- 新北市公共自行車租賃系統
  - 捷運江子翠站（1號出口）
  - 捷運江子翠站（2號出口）
  - 捷運江子翠站（3號出口）
  - 捷運江子翠站（4號出口）
  - 捷運江子翠站（5號出口）
  - 捷運江子翠站（6號出口）
- 石雕公園
- 農村公園
- 台3線

## 公車資訊
| 出口  | 公車站名     | 公車路線          | 行駛方向                                                             |
| ----- | ------------ | ----------------- | -------------------------------------------------------------------- |
| 出口2 | 江翠國中     | 245               | 往板橋公車站、板橋重慶路、土城宏國德霖科技大學                       |
| 出口2 | 江翠國中     | 264               | 往林家花園，台鐵浮洲車站、僑中一街方向                               |
| 出口2 | 江翠國中     | 310               | 往板橋國中方向                                                       |
| 出口2 | 江翠國中     | 310區間車         | 往板橋國中方向                                                       |
| 出口2 | 江翠國中     | 656               | 往豫章工商、亞東技術學院、土城捷運海山站、宏國德霖科技大學方向       |
| 出口2 | 江翠國中     | 657               | 往板橋漢生西路，漢生東路、重慶國中、土城明德路一段、宏國德霖科技大學 |
| 出口2 | 江翠國中     | 701               | 往林家花園、臺灣藝術大學、迴龍方向                                   |
| 出口2 | 江翠國中     | 793               | 往臺灣藝術大學、樹林站                                               |
| 出口2 | 江翠國中     | 藍17              | 往板橋漢生東路、中和莒光路、土城延和路、明德路一段、捷運永寧站       |
| 出口2 | 江翠國中     | 藍33              | 往板橋公車站                                                         |
| 出口3 | 江翠國中     | 245               | 往西門、捷運台大醫院站                                               |
| 出口3 | 江翠國中     | 264               | 往蘆洲                                                               |
| 出口3 | 江翠國中     | 310               | 往士林                                                               |
| 出口3 | 江翠國中     | 310區間車         | 往台北車站方向                                                       |
| 出口3 | 江翠國中     | 656               | 往西門、捷運台大醫院站                                               |
| 出口3 | 江翠國中     | 657(經海山拖吊場) | 往江子翠(僅經海山拖吊場班次行經)                                     |
| 出口3 | 江翠國中     | 701               | 往西門                                                               |
| 出口3 | 江翠國中     | 793               | 往中和員山路、連城路、捷運景安站、動物園                             |
| 出口3 | 江翠國中     | 藍17              | 往五福新村                                                           |
| 出口3 | 江翠國中     | 藍33              | 往五福新村                                                           |
| 出口4 | 雙十路       | 231               | 往西門/中和員山路、土城金城路三段、宏國德霖科技大學                  |
| 出口4 | 雙十路       | 793               | 往樹林/中和員山路、捷運景安站、台北市立動物園                        |
| 出口4 | 雙十路       | 藍31              | 往五福新村/環球購物中心中和店、後埔站                                |
| 出口4 | 雙十路       | 藍33              | 往五福新村/板橋公車站                                                |
| 出口5 | 捷運江子翠站 | 231               | 往西門                                                               |
| 出口5 | 捷運江子翠站 | 245               | 往西門、捷運台大醫院站                                               |
| 出口5 | 捷運江子翠站 | 264               | 往蘆洲                                                               |
| 出口5 | 捷運江子翠站 | 310               | 往士林                                                               |
| 出口5 | 捷運江子翠站 | 310區間車         | 往台北車站方向                                                       |
| 出口5 | 捷運江子翠站 | 656               | 往西門、捷運台大醫院站                                               |
| 出口5 | 捷運江子翠站 | 657(經海山拖吊場) | 往海山拖吊場(僅經海山拖吊場班次行經)                                 |
| 出口5 | 捷運江子翠站 | 701               | 往西門                                                               |
| 出口5 | 捷運江子翠站 | 藍17              | 往五福新村                                                           |
| 出口5 | 捷運江子翠站 | 藍31              | 往五福新村                                                           |
| 出口6 | 捷運江子翠站 | 245               | 往板橋公車站、板橋重慶路、土城宏國德霖科技大學                       |
| 出口6 | 捷運江子翠站 | 264               | 往林家花園，台鐵浮洲車站、僑中一街方向                               |
| 出口6 | 捷運江子翠站 | 310               | 往板橋國中方向                                                       |
| 出口6 | 捷運江子翠站 | 310區間車         | 往板橋國中方向                                                       |
| 出口6 | 捷運江子翠站 | 656               | 往豫章工商、亞東技術學院、土城捷運海山站、宏國德霖科技大學方向       |
| 出口6 | 捷運江子翠站 | 657               | 往板橋漢生西路，漢生東路、重慶國中、土城明德路一段、宏國德霖科技大學 |
| 出口6 | 捷運江子翠站 | 701               | 往林家花園、臺灣藝術大學、迴龍方向                                   |
| 出口6 | 捷運江子翠站 | 藍17              | 往板橋漢生東路、中和莒光路、土城延和路、明德路一段、捷運永寧站       |
| 出口6 | 捷運江子翠站 | 藍31              | 往板橋公車站                                                         |

## 腳註

### 來源資料
1. ↑   (新闻稿). 台北捷運. 2016-04-11  [2016-04-11]. （原始内容存档于2016-04-11） （中文（臺灣））.
2. 1 2  . 臺北大眾捷運股份有限公司. 2021-01-15.
3. 1 2  徐榮崇. . 臺北市文獻委員會. 2015年12月  [2020-01-04]. ISBN 9789860469875. （原始内容存档于2020-12-07）.
4. ↑  . 蘋果日報. 2003-11-24  [2020-12-27]. （原始内容存档于2021-01-12） （中文（臺灣））.
5. ↑  . ETtoday. 2014年5月21日  [2014-05-22]. （原始内容存档于2020-09-19） （中文（臺灣））.
6. ↑  配合捷運局部分車站出入口工程陸續施工 單一出入口配合工程封閉 造成不便敬請見諒 https://www.metro.taipei/News_Content.aspx?n=30CCEFD2A45592BF&sms=72544237BBE4C5F6&s=43FE5C9E365212C9 （页面存档备份，存于）
7. ↑  臺北捷運公司. . 2019-02-26  [2019-08-10]. （原始内容存档于2020-11-28）. 臺北市統計資料庫查詢系統

## 外部連結
- 臺北大眾捷運股份有限公司 （页面存档备份，存于）
- 臺北市政府捷運工程局 （页面存档备份，存于）
- 江子翠站位置圖（台北捷運公司） （页面存档备份，存于）
- 江子翠站車站剖面相關位置圖（台北捷運公司） （页面存档备份，存于）
- 販賣店現況 （页面存档备份，存于）